# Chief Keef
Keith Farrelle Cozart (Chicago, Illinois, 15 de agosto de 1995), conocido por su nombre artístico Chief Keef, es un rapero y productor discográfico estadounidense.
Nacido y criado en el Lado Sur de Chicago, comenzó su carrera discográfica cuando era adolescente y obtuvo atención y elogios regionales por sus mixtapes a principios de la década de 2010. Su primer éxito local, «I Don't Like» (con Lil Reese) fue lanzado en marzo de 2012 y pronto se convirtió en su primera entrada en el Billboard Hot 100, generando una versión remezclada del nativo de su ciudad natal Kanye West.
Muchos sellos discográficos importantes intentaron fichar a Keef. Finalmente firmó con Interscope Records a través del cual lanzó su álbum debut, Finally Rich. A fines de la década de 2010, Keef era ampliamente considerado como el progenitor del subgénero de drill para un público mayoritario, con Cozart a menudo nombrado como un progenitor del género.
Cozart se ha enfrentado a extensos y continuos problemas legales a lo largo de su carrera, incluidos cargos por posesión de armas, sentencias de arresto domiciliario y una prohibición de actuación impuesta por las autoridades de Chicago. A pesar de separarse de Interscope a finales de 2014, continuó con proyectos de autoedición a través de su propio sello Glo Gang, incluidos «Nobody» (2014), «Back from the Dead 2» (2014) y «Bang 3» (2015). En 2020 y 2023 respectivamente, Cozart alcanzaría su mayor éxito en las listas con sus apariciones como invitado en «Bean (Kobe)» de Lil Uzi Vert y «All the Parties» de Drake.

## Carrera
En 2011, Chief Keef atrajo por primera vez la atención local de la comunidad del lado sur de Chicago con sus mixtapes, The Glory Road y Bang. La canción de Keef «I Don't Like» se hizo muy popular en Chicago. Después de descubrir la canción, Kanye West la remezcló con Pusha T, Jadakiss y Big Sean.